# Xanthosticta constipatus
Xanthosticta constipatus är en insektsart som beskrevs av Walker 1870. Xanthosticta constipatus ingår i släktet Xanthosticta och familjen hornstritar. Inga underarter finns listade i Catalogue of Life.